# Thil (Ain)
Thil ist eine französische Gemeinde mit 1.208 Einwohnern (Stand 1. Januar 2022) im Département Ain in der Region Auvergne-Rhône-Alpes, gehört zum Kanton Miribel im Arrondissement Bourg-en-Bresse und ist Mitglied im Gemeindeverband Miribel et Plateau.

## Lage
Die Gemeinde ThilS liegt am Canal de Miribel, einem Seitenkanal der Rhône und an der Grenze zur Gebietskörperschaft Métropole de Lyon, 16 Kilometer nordöstlich der Innenstadt von Lyon. Umgeben wird Thil von den Nachbargemeinden La Boisse im Norden, Niévroz im Osten, Jonage im Süden, Meyzieu im Südwesten sowie Beynost im Westen und Nordwesten.

## Bevölkerungsentwicklung
| Jahr                       | 1962 | 1968 | 1975 | 1982 | 1990 | 1999 | 2006 | 2012 | 2021 |
| Einwohner                  | 282  | 364  | 480  | 588  | 769  | 949  | 1063 | 1020 | 1156 |
| Quellen: Cassini und INSEE |      |      |      |      |      |      |      |      |      |

## Sehenswürdigkeiten

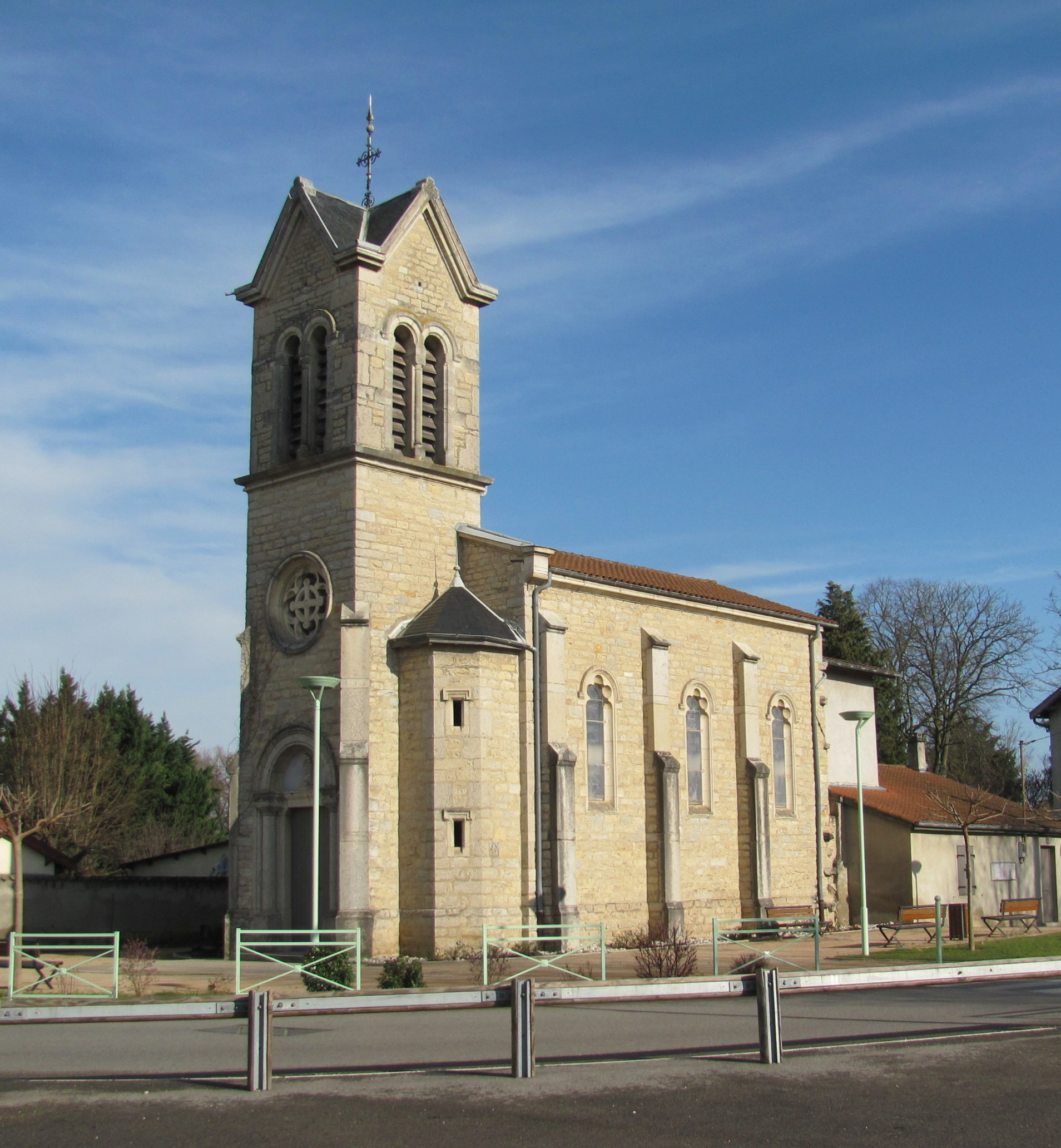
Kirche Saint-Florent
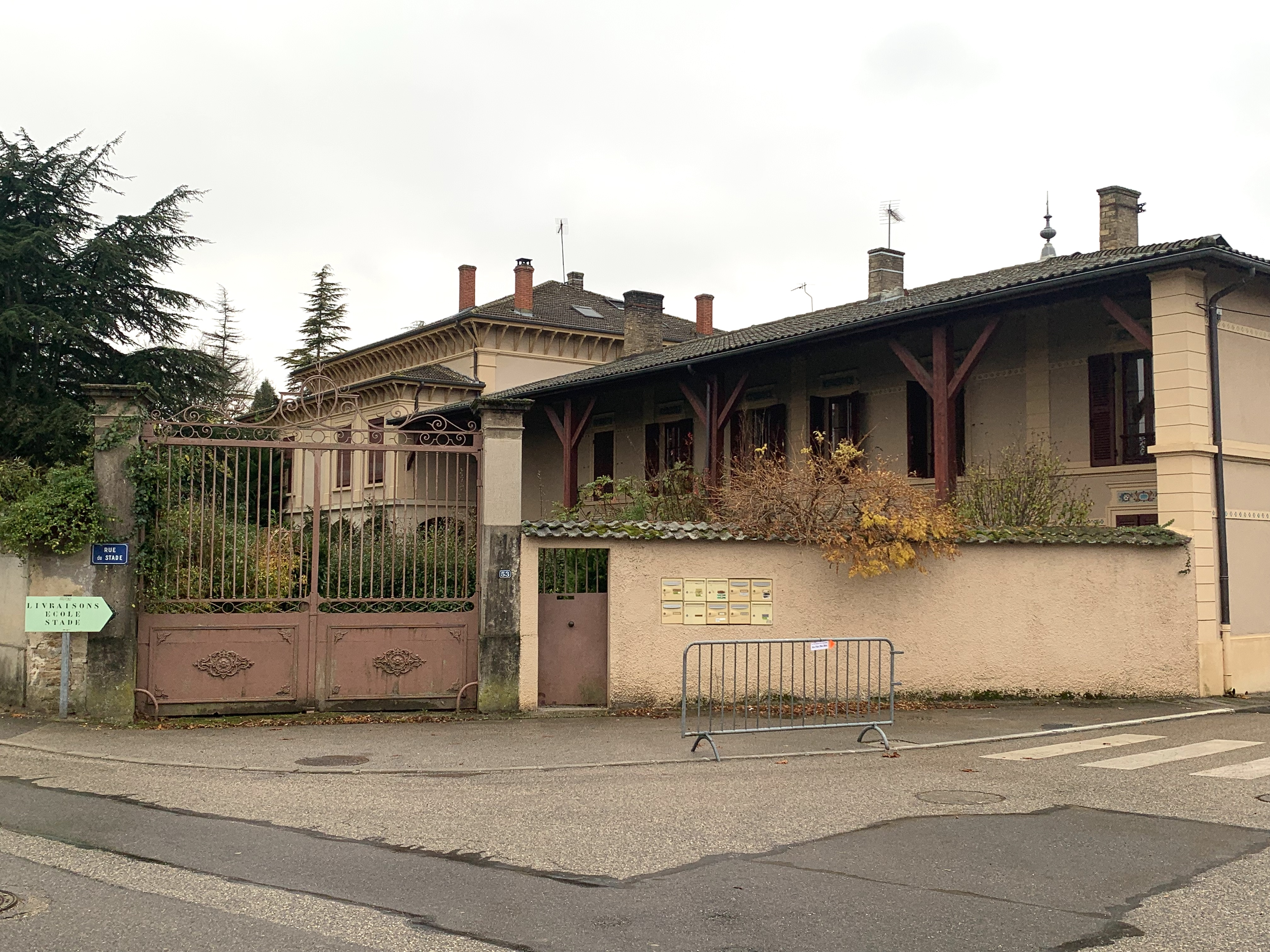
Herrenhaus
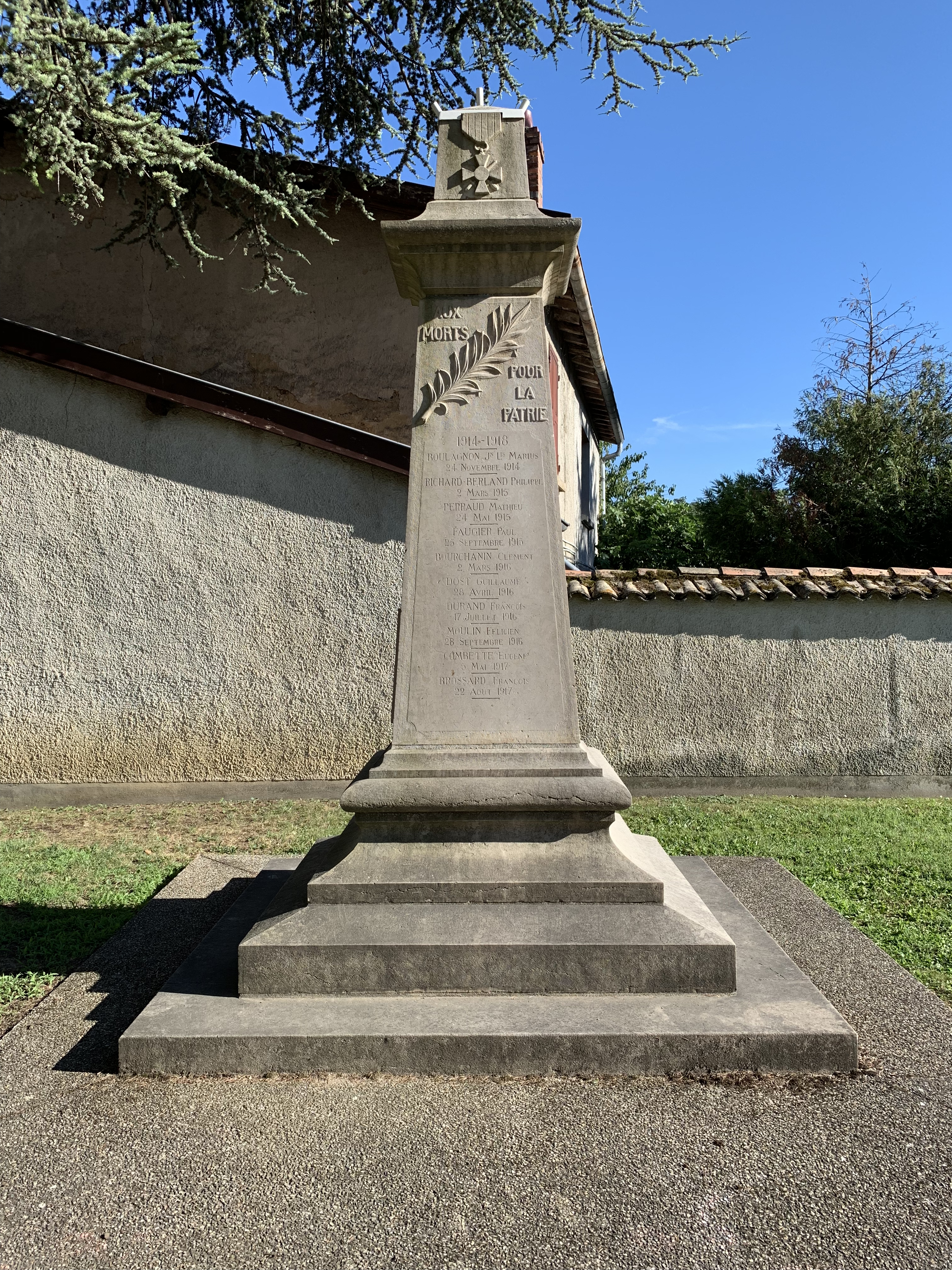
Wasserturm

- Kirche Saint-Florent
- Herrenhaus
- Gefallenendenkmal